# Tamba (Hyogo)
Tamba (Japans: 丹波市, Tamba-shi) is een stad in de prefectuur Hyogo, Japan. Begin 2014 telde de stad 65.651 inwoners.

## Geschiedenis
Op 1 november 2004 werd Tamba benoemd tot stad (shi). De stad ontstond die dag door het samenvoegen van de gemeenten Aogaki (青垣町), Ichijima (市島町), Kaibara (柏原町), Kasuga (春日町), Sannan (山南町) en Hikami (氷上町).
Steden:
Aioi · Akashi · Ako · Amagasaki · Asago · Ashiya · Awaji · Himeji · Itami · Kakogawa · Kasai · Kato · Kawanishi · Kobe (hoofdstad) · Miki · Minamiawaji · Nishinomiya · Nishiwaki · Ono · Sanda · Sasayama · Shiso · Sumoto · Takarazuka · Takasago · Tamba · Tatsuno · Toyooka · Yabu

Districten:
Ako · Ibo · Kako · Kanzaki · Kawabe · Mikata · Sayo · Taka
Gemeenten per district